# Anomochlooideae
Anomochlooideae es una subfamilia de plantas fanerógamas perteneciente a la familia de las gramíneas.

## Características
Esta subfamilia fue originalmente incluida en Bambusoideae, pero actualmente está claro que sólo poseen un parentesco distante. Estas especies son herbáceas y poseen unas inflorescencias de morfología única que son difíciles de interpretar, y ciertamente no se parecen a las espiguillas características del resto de los pastos. Parecen ser el clado hermano de todo el resto de la familia (Clark et al. 1995, Soreng y Davis 1998), esto sugiere que la espiguilla característica de los pastos probablemente se originó luego de que Anomochlooideae divergiera. 
Las plantas de esta subfamilia presentan pseudopecíolo con un pulvínulo apical, la lígula como un mechón de pelos y las ramas de la inflorescencia cimosas. Con respecto a las brácteas de la inflorescencia, presentan dos a lo largo de cada ramificación y dos más debajo de cada flor. Las anteras son centrifijas (en Anomochloa) o casi basifijas (Streptochaeta), o las flores están dispuestas en forma espiralada a lo largo de ejes racimosos, con varias brácteas debajo de cada flor. Característicamente, la primera hoja de la plántula carece de lámina. 

### Número cromosómico
El número cromosómico básico es x=11 y 18. 

### Géneros
Esta subfamilia incluye a dos géneros: Anomochloa y Streptochaeta, con 4 especies, que habitan selvas y que se distribuyen desde Centroamérica hasta el sudeste de Brasil. 
- Sinonimia: Anomochloaceae Nakai y Streptochaetaceae Nakai

## Tribus y Géneros
- Tribu: Anomochloeae
  - Género: Anomochloa
- Tribu: Streptochaeteae
  - Género: Streptochaeta